# Ferran Escrivà i Cantos
Ferran Escrivà i Cantos (Sagunt, 10 d'octubre de 1905 - Madrid, 24 de febrer de 1977), fou un pintor i dibuixant valencià. Políticament implicat, va ser un dels signants de les Normes de Castelló de 1932.

## Estudis
Va estudiar Dret i Filosofia i Lletres a les universitats de Madrid i Barcelona, un període en què va freqüentar diverses acadèmies d'art.
Un cop acabat els estudis entra a treballar com a jutge municipal a l'Audiència de València, però poc temps després va abandonar el càrrec per poder dedicar-se plenament a la seua vocació artística.
L'any 1932 va ser una de les 47 personalitats del món cultural signants de les Normes de Castelló, que recollien les 34 regles ortogràfiques que configuraven «un sistema ortogràfic unitari» per al valencià.

## Guerra Civil
Durant la guerra civil espanyola va col·laborar amb la CNT-FAI en la realització de nombrosos cartells i vinyetes propagandístiques. L'any 1937 va exposar la seva obra «Treva» al Pavelló de la República dins l'Exposició Internacional de París.
Va ser president del Sindicat de Professions Liberals de la CNT valenciana. Va formar part del consell de redacció de la revista d'acció cultural Libre Studio, vinculada a la CNT i dirigida per Higinio Noja Ruiz. La revista només es va publicar entre desembre de 1936 i novembre de 1938, a València.
Al finalitzar la contesa va viatjar per diferents països llatinoamericans. Quan torna a València es va dedicar a la docència, impartint classes d'Història d'Art Contemporani a l'Escola Sant Carles de València. També va formar part de l'Instituto Diego Velázquez del CSIC.

## Darrer període
El seu estil cal ubicar-lo en l'art abstracte del qual era un apassionat defensor. Va participar el 1955 al Congrés d'Art Abstracte celebrat al Palau de la Magdalena de Santander.
Entre les seues pintures més importants destaquen la decoració del Saló de Cent de l'Ateneu de València, els murals de l'Instituto de Cultura Hispánica, i els del Salón España al Hall of Fame del International College of Surgeon de Chicago.
Va estar casat Empar Palacios i Escrivà, també pintora amb qui tingueren quatre filles: María Amparo, Victoria, María Dolores i Maria Fernanda.
Va publicar «Constantes estructurales de la pintura» (1966).
Quan va morir, el Cercle de Belles Arts de València li va dedicar una gran exposició retrospectiva.